# 생수의강기독학교
생수의강기독학교는 경기도 용인시 수지구 신봉동에 있는 기독교 사립학교로 2019년 개강하였다. 수지선한목자교회 소속이며 현재 산하에 LWBC를 두고 있다.